# The Big Trail
The Big Trail és una pel·lícula estatunidenca dirigida per Raoul Walsh i estrenada l'any 1930.	

## Repartiment
- John Wayne: Breck Coleman
- Marguerite Churchill: Ruth Cameron
- El Brendel: Gus, un còmic suec
- Tully Marshall: Zeke, Coleman's sidekick
- Tyrone Power, Sr.: Red Flack, el cap de la caravana
- David Rollins: Dave "Davey" Cameron
- Frederick Burton: Pa Bascom
- Ian Keith: Bill Thorpe, Louisiana gambler
- Charles Stevens: Lopez, Flack's henchman
- Louise Carver: Sogra de Gus
- John Big Tree: Cap indi
- Ward Bond: Sid Bascom
- Nino Cochise: Indi
- Iron Eyes Cody: Indi